# Turcja na Letnich Igrzyskach Olimpijskich 1992
Turcję na Letnich Igrzyskach Olimpijskich 1992 reprezentowało 41 zawodników, 36 mężczyzn i 5 kobiet.

## Zdobyte medale
| Medal  | Zawodnik          | Dyscyplina           | Konkurencja                                 | Rezultat |
| ------ | ----------------- | -------------------- | ------------------------------------------- | -------- |
| Złoto  | Naim Süleymanoğlu | Podnoszenie ciężarów | Kategoria do 64 kg mężczyzn                 | 357,5 kg |
| Złoto  | Mehmet Akif Pirim | Zapasy               | Styl klasyczny, kategoria do 62 kg mężczyzn | [ 2 ]    |
| Srebro | Hakkı Başar       | Zapasy               | Styl klasyczny, kategoria do 90 kg mężczyzn | [ 2 ]    |
| Srebro | Kenan Şimşek      | Zapasy               | Styl wolny, kategoria do 90 kg mężczyzn     | [ 2 ]    |
| Brąz   | Ali Kayali        | Zapasy               | Styl wolny, kategoria do 100 kg mężczyzn    | [ 2 ]    |
| Brąz   | Hulya Senyurt     | Judo                 | Kategoria do 48 kg kobiet                   | [ 2 ]    |